# Tube de Ranque-Hilsch

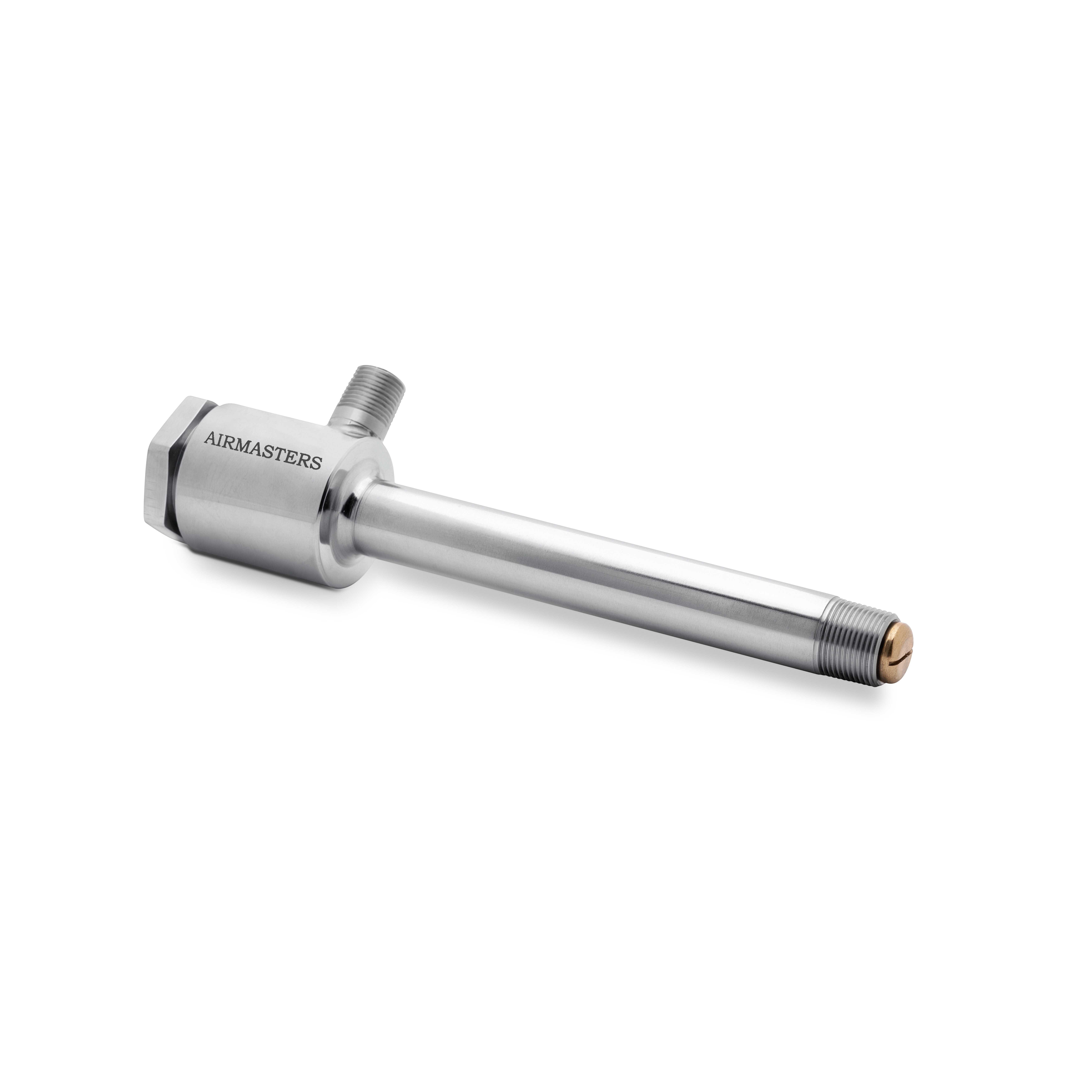

Le tube de Ranque-Hilsch est un dispositif thermodynamique sans pièce en mouvement permettant de produire de l'air froid à partir d'air comprimé, imaginé par le Français Georges Joseph Ranque en 1931 et amélioré par l'Allemand Rudolph Hilsch. Ce dispositif est également connu dans le monde industriel sous le nom de « tube vortex ».

## Fonctionnement pratique
Le tube de Ranque-Hilsch est alimenté en air comprimé (5 à 10 bars) qui doit être très sec et propre (filtration 5 µm). N'importe quel gaz qui ne se condense pas aux températures produites convient également.
La manipulation de la valve de sortie permet de régler le couple débit-refroidissement de la sortie froide : plus le volume de sortie est grand, moins la chute de température est importante. Fabriqué dans des dimensions de 10 à 40 cm de long et de 1 à 5 cm de diamètre, le tube peut produire une différence de température de 70 °C entre l'air entrant et le côté froid et environ le double entre l'air entrant et le coté chaud, qui peut ainsi atteindre 200 °C à partir de la température normale. Dans ces hypothèses, la puissance frigorifique est de l'ordre de 3 kW (puissance qui est fonction du volume d'air traité par le tube vortex).
Le tube vortex ne peut pas fournir de gaz sous pression et la contre-pression admissible en sortie froide est assez faible (0,2 bar maxi).
Le système (compresseur et tube) est beaucoup moins efficace énergétiquement que les groupes réfrigérants classiques, mais il a beaucoup d'avantages : de faible coût, très compact, rapide et facile à installer, sans pièce mobile donc très fiable, il produit un refroidissement sans contact (spécialement utile pour l'usinage, le test et l'exploitation de composants électroniques, ou des fabrications alimentaires comme le chocolat). Il est particulièrement adapté dans les usines où l'énergie pneumatique est fréquemment disponible.
L'utilisation des tubes vortex revient à la mode en Europe ; il est toujours fabriqué en France par une société experte du vide et de la préhension industrielle, sous la forme d'un KitClim à installer sur les armoires électriques (Nord).

## Fonctionnement théorique
Le fonctionnement du tube était assez mal connu (hormis le fait que son action est liée à la compressibilité du fluide, car il est totalement inopérant avec un liquide), jusqu'à ce qu'en 2012 une publication clarifie le sujet. Elle fait intervenir l'équation suivante, à partir des équations d'Euler : 
{\displaystyle T-{\frac {{\vec {v}}\cdot {\vec {\omega }}\times {\vec {r}}}{c_{p}}}={\mbox{const}}},
oû {\displaystyle T} est la température de point d'arrêt du gaz en rotation à la position radiale {\displaystyle {\vec {r}}}, dont la vitesse absolue (dans le référentiel stationnaire du tube) est {\displaystyle {\vec {v}}}, tandis que {\displaystyle {\vec {\omega }}} est la vitesse angulaire du vortex et {\displaystyle c_{p}} la capacité thermique isobare.
Il en ressort que le tube fonctionne comme une turbine d'expansion très simplifiée, sans pales et ne produisant pas de travail mécanique mais un transfert thermique du coté froid vers le coté chaud. On peut l'analyser comme une combinaison d'un compresseur centrifuge sans rotor (vortex périphérique et extrémité chaude) et d’une turbine à flux radial sans rotor (vortex central et extrémité froide). La puissance de travail de la turbine est convertie en chaleur par le compresseur à l’extrémité chaude. 
L'air injecté tangentiellement crée un écoulement tourbillonnaire (vortex 1, périphérique) extrêmement rapide (un million de tours par minute) le long de la paroi intérieure du tube et en direction du coté chaud, l'énergie de pression étant convertie en énergie cinétique du gaz. Au niveau de la valve conique, le gaz est freiné et s'échauffe car il ne peut que partiellement s'échapper. La fraction du gaz qui s'échappe emmène avec elle une partie de cette chaleur, tandis que la fraction qui ne le peut repart dans l'autre sens, toujours en tournant (vortex 2), mais cette fois près du centre du tube. Étant plus chaud que le gaz du vortex 1, ce gaz du vortex 2 lui cède une partie de sa chaleur. De plus, ce gaz subit une détente. Les deux phénomènes contribuent à refroidir cette fraction du gaz, qui sort du coté froid plus froid que l'air entrant. 

### Premier principe
Celui de la conservation de l'énergie. L'équation thermodynamique :
Soit p la fraction (en masse) de gaz sortant du côté froid, et c la capacité thermique massique du gaz, avec les indices a (alimentation), f (côté froid) et c (côté chaud) :

En supposant un gaz parfait (dont la capacité thermique est indépendante de la température), on peut simplifier :

Si on s’intéresse aux différences de température avec celle d'alimentation, on obtient :
Cela explique l'effet du réglage de la valve de sortie (coté chaud) sur la différence de température coté froid et la puissance frigorifique : lorsque p se rapproche de 1, (1-p) devient proche de zéro et la différence de température également, mais inversement un p trop faible se traduira par une puissance frigorifique également faible. En pratique, on utilise un p d'environ 70 % car on favorise la puissance frigorifique plutôt que la différence de température.
Plus on cherchera à augmenter les performances, plus on s'éloignera du gaz parfait[pas clair].

### Second principe
D'après le second principe de la thermodynamique, il est impossible de refroidir un corps froid grâce à un autre plus chaud sans dépenser de l'énergie. Dans le cas du système composé du compresseur et du tube de Ranque-Hilsch, c'est le compresseur qui fournit ce travail.

## Utilisations et rendement
Diverses utilisations de traitement des gaz ont été ou sont encore étudiées. Elles se heurtent toutes au faible rendement de l'ensemble compresseur et tube, de l'ordre de 0,10 alors que celui d'un réfrigérateur (le COP) atteint 10.
- Production d'air liquide par une cascade de tubes
- Séparation de gaz de densités différentes

Malgré ce faible rendement, de nombreuses applications ont été développées dans le monde industriel, car l'air comprimé y est une source d'énergie courante, facilement disponible et parce que le tube à vortex ne comporte pas de pièce mobile, ce qui minimise les pannes et le coût d'entretien. La température de l'air froid produit pouvant descendre jusqu'à -45° environ, avec un débit calorique allant jusqu'à 2 500 kcal/h, le tube de Ranque est utilisé pour refroidir des outils de coupe sur machine-outil, pour refroidir des implants oculaires en cours d'usinage, des moules d'objets en polymères, des dispositifs électroniques ; combiné avec une veste à circulation d'air, le tube à vortex permet d'améliorer les conditions de travail en milieu confiné ou chauffé.

### Voir
- gaz parfaits